# The Velvet Paw
The Velvet Paw is een Amerikaanse dramafilm uit 1916 onder regie van Maurice Tourneur.

## Verhaal
In opdracht van de gewetenloze senator Barring verleidt Mary Dexter politici in Washington in ruil voor hun stem. Haar eerste slachtoffer is Congreslid Drake die zijn carrière om zeep helpt om Mary te behagen. Daarna kan ze Congreslid Robert Moorehead overtuigen om afwezig te zijn bij de stemming over een wetsvoorstel tegen kinderarbeid. Wanneer Mary gaat beseffen dat ze verliefd is geworden op Robert, smeekt ze hem om toch naar het Congres te komen en vlak voor de stemming ten faveure van het voorstel te pleiten. Senator Barring hoort dat het wetsvoorstel is aangenomen en schiet Mary neer uit wraak. Vervolgens sterft hij zelf door de val van een balkon in de Kamer van Afgevaardigden. De wond van Mary is niet ernstig en ze kan samen met Robert de goedkeuring van het wetsvoorstel vieren.

## Rolverdeling
| Acteur          | Personage        |
| --------------- | ---------------- |
| House Peters    | Robert Moorehead |
| Gail Kane       | Mary Dexter      |
| Ned Burton      | Senator Barring  |
| Frank Goldsmith | Congreslid Drake |
| Charles Mackay  |                  |
| Charles Edwards |                  |
| Alex Shannon    |                  |